# Воля-Мроковська
Воля-Мроковська (пол. Wola Mrokowska) — село в Польщі, у гміні Лешноволя Пясечинського повіту Мазовецького воєводства.
Населення — 459 осіб (2011).
У 1975-1998 роках село належало до Варшавського воєводства.

## Демографія
Демографічна структура станом на 31 березня 2011 року:
|          | Загалом | Допрацездатний вік | Працездатний вік | Постпрацездатний вік |
| -------- | ------- | ------------------ | ---------------- | -------------------- |
| Чоловіки | 223     | 62                 | 147              | 14                   |
| Жінки    | 236     | 54                 | 144              | 38                   |
| Разом    | 459     | 116                | 291              | 52                   |